# Marcel Grandjany
Marcel Grandjany, de son nom de naissance, Marcel Georges Lucien Grandjany, est un harpiste et compositeur franco-américain, né à Paris le 3 septembre 1891; mort à New York (États-Unis) le 24 février 1975. Né français, il devint citoyen américain en 1945.

## Biographie

### Débuts
Marcel Grandjany perdit sa mère à l'âge de 4 ans et fut élevé par une tante et une cousine du côté paternel. Son oncle, Lucien Grandjany, mort quelques mois après la naissance de Marcel, était organiste à l'Église Saint-Vincent-de-Paul de Paris. C'est sa cousine Juliette Grandjany, prix d'harmonie et de classe d'accompagnement au Conservatoire qui l'initia à la musique. Marcel Grandjany commença l'étude de la harpe à huit ans avec Henriette Renié. À 11 ans, il entrait au Conservatoire national supérieur de musique de Paris, obtint deux ans plus tard un premier prix de solfège avec Noël Gallon. Il fut au conservatoire l'élève d'Alphonse Hasselmans et remporta à 13 ans le premier prix de harpe. Élève brillant, il obtint à 18 ans un 1er prix d'harmonie et un prix de contrepoint. Il avait déjà débuté sur scène, à 17 ans dans un récital aux Concerts Lamoureux. Il se produisit à Paris en 1913 avec Maurice Ravel.

### Carrière
Après la Première Guerre mondiale (pendant laquelle Grandjany ne fut pas envoyé au front pour raisons de santé), il continua à se produire aux Concerts Lamoureux, et se vit confier en 1921 la classe de harpe du Conservatoire américain de Fontainebleau qu'il dirigea jusqu'en 1935. Puis il s'installa aux États-Unis et dirigea alors la classe de harpe de la Juilliard School à New York à partir de 1938. Il conserva ce poste jusqu'à sa mort. En 1943, il créa la classe de harpe au Conservatoire de Montréal. Marcel Grandjany obtint la nationalité américaine en 1945.
Comme compositeur, on lui doit des mélodies, des pièces pour harpe, ainsi qu'un poème symphonique avec harpe. Parmi ses élèves, figurent notamment Gloria Agostini, Ève Gagnier.

## Compositions pour harpe
- Automne
- Fantaisie sur un thème de Haydn
- Petite suite classique
- Rhapsodie (op. 10)
- The Children’s Hour
- Poème symphonique pour harpe, cor et orchestre
- The Fountain
- The Colorado Trail